# تاريخ حزب الله

## الأصول
نشأ حزب الله داخل كتلة الشيعة في المجتمع اللبناني. وفقا لتقديرات وكالة المخابرات المركزية الأمريكية فإن الشيعة يشكلون 27% من سكان لبنان ويتمركزون في ثلاثة مناطق في لبنان وهي الجنوب وبيروت وضواحيها ووادي البقاع الشمالي ومنطقة الهرمل.
حصل لبنان على استقلاله في 22 نوفمبر 1943 مع انسحاب الجيش الفرنسي من لبنان في عام 1946. أصبح الميثاق الوطني اللبناني إطارا للحكم مما أدى إلى تخصيص امتيازات سياسية مثل العضوية في البرلمان وكبار البيروقراطيين والتعيينات السياسية لكل من الطوائف السبعة عشر المعترف بها على أساس الحجم النسبي لكل مجتمع. أعطي أهم منصبين وهما الرئاسة ورئاسة الوزراء للموارنة والسنة على التوالي حيث حصل الشيعة على رئاسة البرلمان اعترافا بوضعهم كثالث أكبر مجموعة ديمغرافية في البلاد. على الرغم من تعيينهم ظلوا مهمشين سياسيا واجتماعيا وماليا.

### الحركة السياسية الشيعية أمام حزب الله
بدأ المجتمع الشيعي ينفجر خلال الستينات والسبعينيات. في عام 1960 جاء الإمام موسى الصدر إلى لبنان ليصبح شخصية شيعية رائدة في مدينة صور. سرعان ما أصبح واحدا من أبرز الدعاة للسكان الشيعة في لبنان وهي مجموعة كانت محرومة اقتصاديا وسياسيا. في عام 1969 تم تعيينه كأول رئيس للمجلس الشيعي الإسلامي الأعلى وهو كيان يهدف إلى إعطاء الشيعة مزيدا من القول في الحكومة. في عام 1974 أسس «حركة المحرومين» للضغط من أجل تحسين الأوضاع الاقتصادية والاجتماعية للشيعة. أنشأ عددا من المدارس والعيادات الطبية في جميع أنحاء جنوب لبنان ولا يزال العديد منها قيد التشغيل لغاية اليوم. خلال الحرب الأهلية اللبنانية قام في البداية بالانضمام إلى الحركة الوطنية اللبنانية وحركة الحركة المحررة وضعت جناحا مسلحا يعرف باسم أفواج المقاومة اللبنانية المعروف باسم حركة أمل. على الرغم من أن حركة أمل نشأت في حركة المحرومين التي أسسها عالم الكاريزما موسى الصدر عندما اختطف الصدر تحولت لفترة وجيزة إلى القيادة العلمانية لحسين الحسيني في عام 1979 ومنذ عام 1980 إلى نبيه بري. تحت قيادة بري انتقدت أمل العديد من الشيعة الدينيين من خلال دعم الرئاسة السورية المدعومة من سوريا إلياس سركيس وتهديد كفاح الصدر من أجل الإصلاحات الاجتماعية والسياسية. وفرت علمانية أمل للمرحلين من النجف مكانا مثاليا لنشر علامتهم المسلحة من النشاط الشيعي.
بينما رأى موسى الصدر أن الدولة اللبنانية كيان مشروع يحتاج إلى الإصلاح فقد أقام علاقات وثيقة مع السياسيين المسيحيين ذوي التوجه الإصلاحي ورفض بعض النشطاء اللبنانيين في النجف قبول دولة لبنان أو حدودها الحالية أو اقتسامها القائم على المشاركة كوقائع لا يمكن تعويضها. نظمت هذه المجموعة تحت إشراف آية الله محمد باقر الصدر (ابن عم موسى) وهو أحد رجال الدين البارزين في النجف. هؤلاء رجال الدين نظروا لدولة إسلامية منسوجة من شبكة سرية أصبحت تعرف باسم حزب الدعوة. تأسست هذه الشبكة في لبنان من قبل رجال الدين الذين عادوا من النجف مثل السيد عباس الموسوي.

### ظهور حزب الله
وفقا لأحمد نزار حمزة في «في طريق حزب الله» أربعة ظروف حفزت ظهور حزب الله:
- 1. أزمة الهوية والاضطهاد

عندما أصبح لبنان مستقلا في 22 نوفمبر 1943 «شعر الشيعة بأنهم كانوا أطفالا يحتقرون لدولة يحكمها تحالف ماروني - سني». كان الشيعة مهيئين لكل شي وهي منظمة وقائية مثل حزب الله.
- 2. الخلل الهيكلي

كان الشيعة ممثلين تمثيلا ناقصا سياسيا استنادا إلى الميثاق الوطني لعام 1943 الذي منح المواقف التشريعية والتنفيذية والعسكرية على حد سواء نسبة كبيرة إلى الحجم الديموغرافي للمجموعات الطائفية الثمانية عشر المعترف بها في البلاد. في عام 1946 احتل الموارنة المسيحيون والمسلمون السنة 40 و27 في المائة على التوالي من أعلى المناصب المدنية. احتل الشيعة نسبة 3.2 في المئة. بحلول الثمانینیات أصبح الشیعة أکبر مجتمع طائفي واحد في لبنان مع ما یقرب من 1,400,000 شخص متجاوزا السکان المارونیین والسنة حیث قدر کل منهما بحوالي 800,000 لكل طائفة واعتقد الشيعة أن التمثيل لا يتناسب مع حجمهم العددي. من الناحية الاقتصادية كان المجتمع الشيعي الأوسع في لبنان فقيرا جدا. يعيش نحو 85 في المائة منهم في المناطق الريفية في جنوب لبنان وفي منطقة واحدة من سهل البقاع ويستندون إلى ما كسبوه ومعظمهم من بيع التبغ إلى احتكار الدولة أو زراعة الخضراوات. كما تعرضوا للقتال العسكري بين إسرائيل ومنظمة التحرير الفلسطينية. للهرب من هذه الظروف هاجر العديد من الشيعة إلى الأحياء الفقيرة في شرق بيروت وبلدات الصفيح في ضواحي جنوب بيروت. كتب حمزة أن منطقتين تعرفان باسم حزام البؤس أصبحت أرضا خصبة للقتال الشيعي في الثمانينيات. حتى في الستينيات والسبعينات من القرن العشرين بدأ الزعيم الإمام موسى الصدر بتفعيل الشيعة السياسيين في لبنان.
- 3. الهزيمة العسكرية

عندما تتعزز أزمة الهوية والاختلال الهيكلي بسبب الهزيمة العسكرية تزداد إمكانات التشدد في المجتمع بشكل ملحوظ وهزيمة عسكرية تليها الاحتلال الأجنبي تفتح الطريق أمام الحركات المسلحة التي تعزز التنظيم السياسي أو تستخدم حرب العصابات وتتمتع بدعم القاعدة الشعبية على نطاق واسع. هذا ما حدث عندما غزت إسرائيل لبنان عام 1978 (عملية الليطاني) و1982 (حرب لبنان) وهي إجراءات تم القيام بها وفقا لحزة من أجل إزالة منظمة التحرير الفلسطينية من لبنان وفصل لبنان عن نفوذ سوريا أملا في أن «لبنان المحروم من سوريا ومنظمة التحرير الفلسطينية مع نظام يهيمن عليه المسيحيون سيحقق السلام وتوثيق العلاقات بين البلدين». لكن هذه العمليات قمعت الشيعة الذين عاشوا في جنوب لبنان حيث قتل الإسرائيليون أكثر من ألف شيعي مدني مما أدى إلى نزوح أعداد كبيرة من اللاجئين الشيعة إلى الأحياء الفقيرة في بيروت غزو لبنان واحتلاله عام 1982 عزز حزب الله من خلال «توفير بيئة سياسية - عسكرية شرعتها الجماعة وأعطى الأساس المنطقي لحرب العصابات. بالمثل فإن وجود القوات الأجنبية الغربية في لبنان وخاصة من مشاة البحرية الأمريكية عزز أيضا حظوظ حزب الله الذي اعتبر أن هذه القوات مشروعة مثل محاربة الاحتلال الإسرائيلي».
- 4. تأثير المظاهرة (الثورة الإسلامية الإيرانية)

بحسب حمزة فإن "الثورة الإسلامية الإيرانية كان لها أكبر تأثير في لبنان" على الرغم من أن البلدين غير متجاورين لأن الشيعة المعانين في لبنان كانوا أكثر تقبلا للرسالة الثورية الإسلامية الإيرانية. عرف رجال الدين الشيعة من لبنان والعراق وإيران وخاصة روح الله الخميني بعضهم البعض جيدا في مدينة النجف الشيعية في العراق حيث شاركوا في "دوائر التعلم". بعد عودة الخميني إلى إيران في 1 فبراير 1979 أصبح الزعيم الشيعي داخل إيران وخارجها". التقى رجال الدين الشيعة المسلحين (مثل الشيخ عباس الموسوي) وغيرهم من المسلحين في أغسطس 1982 في مؤتمر الحركات الإسلامية في طهران وهو ما يسمى "المؤتمر الأول للمضطهدين".

## التأسيس
حزب الله منظمة إسلامية شيعية في لبنان. يختلف العلماء عن متى أصبح حزب الله كيانا متميزا. تسرد مصادر مختلفة التكوين الرسمي للمجموعة في وقت مبكر من عام 1982 في حين أن دياز ونيومان يؤكدان أن حزب الله ظل خليط من المتطرفين الشيعة العنيفين حتى وقت متأخر من عام 1985. هناك نسخة أخرى تنص على أنه تشكل من قبل أنصار الشيخ راغب حرب زعيم المقاومة الشيعية الجنوبية الذي قتلته إسرائيل في عام 1984. بغض النظر عن وقت دخول الاسم إلى الاستخدام الرسمي تم استيعاب عدد من الجماعات الشيعية ببطء في التنظيم مثل جماعة الجهاد الإسلامية اللبنانية ومنظمة المضطهدين على الأرض ومنظمة العدالة الثورية. تعتبر هذه التسميات مرادفا لحزب الله من قبل الولايات المتحدة وإسرائيل وكندا. تطورت المنظمة في وسط شمل الثورة الإسلامية الإيرانية عام 1979 وقمع الشيعة من قبل السنة والمسيحيين في لبنان وغزو إسرائيل للبنان عام 1982. في عام 1982 كانت منظمة التحرير الفلسطينية في جنوب لبنان وقد أطلقوا صواريخ الكاتيوشا على شمال إسرائيل من لبنان. غزت إسرائيل لبنان لطرد منظمة التحرير الفلسطينية وأصبح حزب الله منظمة مسلحة لطرد الإسرائيليين.
تعززت قوة حزب الله من خلال إيفاد ألف إلى 15 ألف (أو حتى 20 ألف) من أفراد حرس الثورة الإسلامية الإيراني ودعمهم المالي لإيران إلى خمسمائة أو حتى ألفين. أشرف رجال الدين الإيرانيين وعلى الأخص فلولاه المحلاتي على هذا النشاط وأصبحت القوة السياسية العسكرية الرئيسية بين الطائفة الشيعية في لبنان والذراع الرئيسي لما أصبح يعرف لاحقا باسم المقاومة الإسلامية في لبنان.
يتبع حزب الله ايديولوجية اسلامية شيعية يشاركها زعيم الثورة الإسلامية في إيران عام 1979 آية الله الخميني. هناك بعض التقارير بأنها تخلت عن هدفها المتمثل في إقامة دولة شيعية أصولية في لبنان على الرغم من أن الشكوك لا تزال قائمة.
بعد الإعلان عن تشكيل حزب الله في عام 1985 أصبح الشيخ صبحي الطفيلي أول أمين عام له. في عام 1991 استبدل السيد عباس الموسوي بالأمين العام لكنه قتل في غضون شهور من قبل إسرائيل وخلفه السيد حسن نصر الله.

## حزب الله خلال الحرب الأهلية اللبنانية (1982-1990)
بعد الظهور أثناء الحرب الأهلية اللبنانية في أوائل الثمانينات كحركة مقاومة ثانية التي ترعاها إيران (إلى جانب حركة أمل) في المجتمع الشيعي في لبنان ركز حزب الله على طرد القوات الإسرائيلية والغربية من لبنان. على الرغم من أن حزب الله حارب مع ميليشيات حركة أمل للسيطرة على المناطق الشيعية وهاجم بشدة عملاء إسرائيل اللبنانيين على عكس الميليشيات الأخرى في زمن الحرب لم يشارك أبدا في إراقة الدماء الطائفية (أو خاض مشاركة كبيرة مع الجيش) خلال الحرب.

### الهجمات الاستشهادية
حزب الله معروف بكونه من أوائل الجماعات المقاومة الإسلامية التي استخدمت التفجيرات الانتحارية التكتيكية في الشرق الأوسط وأثارت التفجيرات المبكرة المنسوبة إلى الجماعة (مثل تفجيرات شاحنة صور وتفجير ثكنة بيروت عام 1983) مجموعات متطرفة أخرى لاعتماد التكتيك نفسه لأغراضهم الخاصة. ولد سكان الغالبية العظمى من الشيعة في جنوب لبنان وطأة الغزو الإسرائيلي الذي أرسل فيضانات من اللاجئين إلى البقاع وبيروت وهم يتعاونون بالفعل مع حزام الفقر الجنوبي الذي يبلغ قوامه 300 ألف نسمة من الشيعة المتحضرين حديثا وهم حريصون على التجنيد. كما شعر العديد من الشيعة المسيحيين بضحايا دخول قوات أمريكية وأوروبية متعددة الجنسيات إلى بيروت في عام 1982 ليس فقط لأنه كان ينظر إليهم على أنهم مؤيدون لإسرائيل ولكن أيضا لأن مهمتهم هي دعم حكومة حزب الكتائب اللبنانية المسيحية اليمينية (بقيادة الرئيس آنذاك أمين الجميل) وأعيان بيروت السنة (على سبيل المثال رئيس الوزراء شفيق الوزان) وسرعان ما يؤكد قوتها الجديدة من خلال إخراج المقاتلين الشيعة من الأحياء الغربية بالقرب من المطار. على الرغم من أن حزب الله تجنب المواجهة المباشرة مع الدولة إلا أنه أثار غضب القوات متعددة الجنسيات لا سيما مع التفجيرات الانتحارية المزدوجة التي وقعت في أكتوبر 1983 والتي أسفرت عن مقتل أكثر من 300 من الجنود الأمريكيين والفرنسيين (تفجير ثكنة بيروت عام 1983) مما أجبرهم على الانسحاب في عام 1984. في العام التالي في مواجهة تصاعد هجمات حزب الله بدأت قوات الدفاع الإسرائيلية إعادة الانتشار إلى «منطقة أمنية» رقيقة في الجنوب.
كتب جيفري غولدبرغ في صحيفة النيويوركر أنه خلال هذه الفترة عن حزب الله:
(ملاحظة: لم يعلن حزب الله مسؤوليته عن هذه الهجمات. على الرغم من استهداف القوات العسكرية - وهم في الواقع حفظة السلام - يعتبر القصف عملا إرهابيا لأنه قام به مقاتلون غير قانونيين يعملون خارج امتيازات المقاتلين المنصوص عليها في اتفاقية جنيف الثالثة)
وفقا لروبرت بيب في الموت للنصر قام حزب الله بثلاث حملات انتحارية منفصلة ضد القوات التي اعتبر أنها تحتل لبنان:
1. 1983-1984: 5 ضد الولايات المتحدة وفرنسا بما في ذلك هذه الأعمال المحددة:

- 18 أبريل 1983: تفجير السفارة الأمريكية في بيروت.
- 23 أكتوبر 1983: تفجيرات في ثكنة بيروت تستهدف الجنود الفرنسيين ومشاة البحرية الأمريكية وهي مسؤولية متنازع عليها.

1. 1982-1985: 11 عمل ضد إسرائيل.
2. 1985-1986: 20 ضد إسرائيل وجيش لبنان الجنوبي.

بالإضافة إلى هذه الحملات يوثق بيب ستة هجمات انتحارية أخرى معزولة اتخذها حزب الله بين عامي 1985 و1999.
بعد انسحاب إسرائيل من جنوب لبنان في عام 2000 وفقا لبيب تبخرت الظروف اللازمة لاستمرار استخدام حزب الله للهجمات الانتحارية. لم يشارك حزب الله بشكل مباشر في التفجيرات الانتحارية منذ عام 1999 ومن الواضح أن قادته تخلوا عن هذا التكتيك.

### الهجمات ضد الأهداف الغربية
يعتقد أن «حزب الله» من قبل أجهزة المخابرات الأمريكية:
- اختطف ديفيد س. دودج رئيس الجامعة الأميركية في بيروت في 19 يونيو 1982.[40][41][42] كان يعتقد أن حزب الله وراء هذا الاختطاف وأن معظم الغربيين الثلاثين الآخرين اختطفوا في السنوات العشر المقبلة".[43]
- سيارة مفخخة بالسفارة الأمريكية في بيروت في 18 أبريل 1983 مما أسفر عن مقتل 63 شخصا منهم 17 مواطنا أمريكيا.[43][44]
- شاحنة[44][45] قامت بتفجير ثكنات البحرية الأمريكية في 23 أكتوبر 1983... قتل 241 من الأفراد العسكريين الأمريكيين المتمركزين في بيروت كقوة لحفظ السلام وهجوم منفصل على المجمع العسكري الفرنسي في بيروت. كانت الشاحنة التي دمرت الثكنات الأمريكية مزودة ب 12 ألف رطل من مادة تي إن تي".[46]
- خطف رئيس مركز وكالة المخابرات المركزية في بيروت ويليام فرانسيس باكلي في 16 مارس 1984 «بعد 15 شهر في الأسر الذي تخلله التعذيب والمرض» ثم قتل وادعى حزب الله مسؤوليته. (تدل على ذلك نسخ عديدة من الفيديو والمواد الفوتوغرافية التي أرسلها حزب الله إلى السفارات الغربية والمكاتب الحكومية التي تصور بعض جلسات التعذيب التي ادعتها الجماعة في ذلك الوقت كدليل على أسره. تم تسليم المواد دوريا من مايو 1984 حتى أكتوبر 1985 عندما أصدر الحزب إعلانا يحتوي على صورة لجثة باكلي المشحونة بشدة مع بيان أنهم قتلوه ولن يسلموا جثمانه لدفنه.
- سيارة مفخخة عند «ملحق السفارة الأمريكية في بيروت» في 20 سبتمبر 1984 وأدت إلى مقتل «أمريكيين و22 آخرين».
- خطف طائرة الخطوط الجوية الكويتية 221 في 4 ديسمبر 1984. قتل مقاتلو حزب الله أربع ركاب من بينهم أمريكيين.
- اختطف وتعرض حتى الموت العقيد البحري الأمريكي ويليام ر. هيغينز بين عامي 1989 و1991 عندما عثرت على جثته ملقاة على جانب شارع بيروت الصغيرة بعد أن قامت المجموعة بتوزيع شريط فيديو يظهر جسمه مشوه ومعلق من السقف.[47]
- خطف نحو 30 غربيا آخرين بين عامي 1982 و1992 بمن فيهم الصحفي الأمريكي تيري أندرسون والصحفي البريطاني جون مكارثي ومبعوث أسقف كانتربري الخاص تيري وايت والمواطن الأيرلندي بريان كينان.[48]
- عملية اختطاف طائرة تي دبليو إيه الرحلة 847 في طريقها من أثينا إلى روما عام 1985.

رفض حزب الله هذه الاتهامات.
في أوائل عام 1998 أعلنت أعلى محكمة في لبنان أنها تعتزم اعتقال الأمين العام (حتى عام 1991) لحزب الله الشيخ صبحي الطفيلي لتفجير ثكنة بيروت عام 1983. بعد تبادل لاطلاق النار الذي نتج عنه مقتل بعض الجنود اللبنانيين وبعض مؤيدي الطفيلي الذي هرب ولم يشاهد منذ ذلك الحين.

### نهاية الحرب الأهلية: اتفاق الطائف وفشل نزع سلاح حزب الله
بعد 16 عاما توقفت الحرب الأهلية بعد مفاوضات ناجحة حول اتفاق الطائف الذي طالب «بحل كل الميليشيات اللبنانية وغير اللبنانية» وطلب من الحكومة «نشر الجيش اللبناني في المنطقة الحدودية المتاخمة لإسرائيل».
على الرغم من هذا الاتفاق فقد سمح لسوريا التي تسيطر على لبنان في ذلك الوقت (بدعم من إيران) لحزب الله بالحفاظ على ترسانة أسلحته والسيطرة على المناطق الشيعية في جنوب لبنان على طول الحدود مع إسرائيل.
يعتبر استمرار وجود الجناح العسكري لحزب الله بعد عام 1990 من قبل الأمم المتحدة انتهاك لاتفاق الطائف.
ومع ذلك يبرر حزب الله الحفاظ على ميليشياته على أساس استمرار وجود إسرائيل في مزارع شبعا التي تعتبرها الأمم المتحدة أراضي سورية ولم تتخذ الحكومة اللبنانية أي خطوات لنزع سلاح حزب الله لأنها تعتبرها منظمة مقاومة شرعية.

## فترة جنوب لبنان (1990-2000)

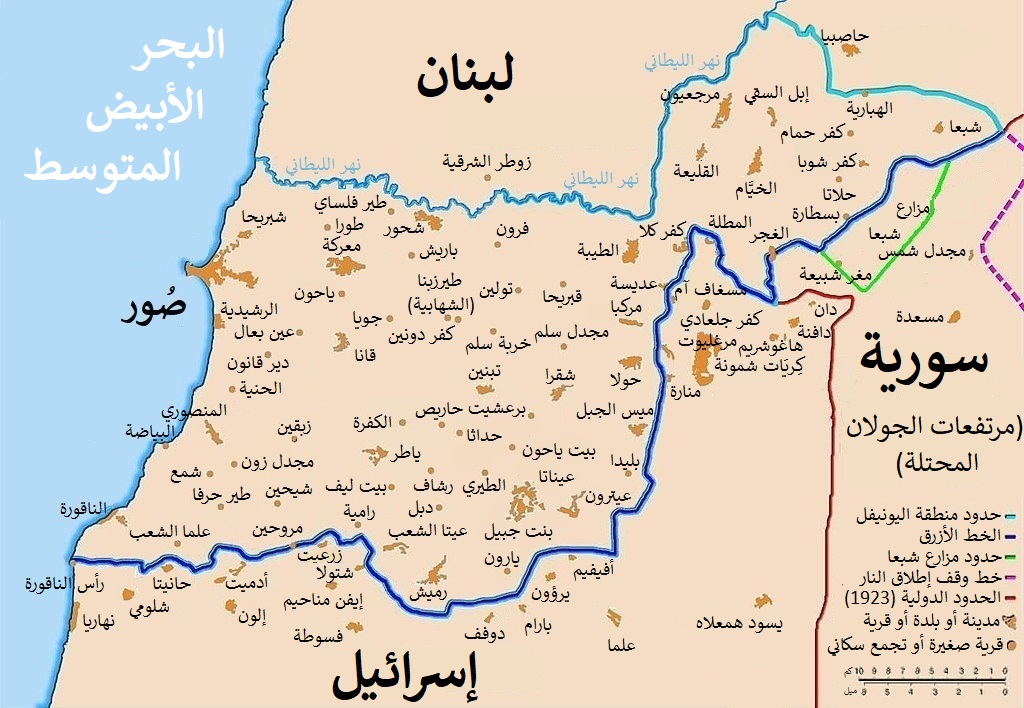
خريطة جنوب لبنان تضم الخط الأزرق ونهر الليطاني، 2006.

### النزاع في جنوب لبنان
احتلت إسرائيل جنوب لبنان بين عامي 1982 و2000. حزب الله جنبا إلى جنب مع الجماعات اليسارية والعلمانية في جبهة المقاومة الوطنية اللبنانية خاضوا حرب عصابات ضد إسرائيل وجيش لبنان الجنوبي. ميليشيات جبهة المقاومة الوطنية تم نزع سلاحها وفقا لاتفاق الطائف ولكن حزب الله لا يزال متحديا مدعيا أنه لن يسلم سلاحه إلا عندما تم تحرير كل الأراضي اللبنانية وطرد إسرائيل.
توجت المعارك خلال عملية عناقيد الغضب في أبريل 1996 عندما شنت إسرائيل هجوما وحملة جوية ضد حزب الله. أسفرت الحملة عن مقتل 106 لاجيء مدني في القصف الجوي لقاعدة تابعة للأمم المتحدة في قانا. شعور شعبي بأن مجزرة قانا كان متعمدا يغذي التطرف الشيعي والدعم المعزز لحزب الله كما فعل الاستياء من عمليات الإجلاء المدني الواسعة النطاق اللازمة (في إشعار قبل أقل من ساعتين) من بداية القتال.
في يناير 2000 اغتال حزب الله قائد اللواء الغربي في جيش لبنان الجنوبي العقيد عقل هاشم في منزله في المنطقة الأمنية. كان هاشم مسؤولا عن العمليات اليومية لجيش لبنان الجنوبي.
في 24 مايو بعد انهيار جيش لبنان الجنوبي والتقدم السريع لقوات حزب الله سحبت إسرائيل قواتها من جنوب لبنان قبل أكثر من ستة أسابيع من الموعد النهائي المحدد في 7 يوليو. اعتبر حزب الله والعديد من اللبنانيين الآخرين ذلك انتصارا ومنذ ذلك الحين تم تعزيز شعبيته في لبنان.

### ادعاءات الأنشطة الإرهابية
- تزعم الحكومة الأمريكية أن حزب الله نفذ هجومين إرهابيين في الأرجنتين خلال أوائل التسعينيات: تفجير السفارة الإسرائيلية في بيونس آيرس[61] في عام 1992 مما أسفر عن مقتل 29 شخصا وتفجير مركز جالية يهودية هناك مما أسفر عن مقتل 85 شخصا.[62] ينفي حزب الله هذه الادعاءات.[63][64] أعلنت جماعة الجهاد الإسلامية التابعة لعماد مغنية مسؤوليتها عن الهجوم السابق الذي يعتبر وحدة تابعة لحزب الله في غضون 24 ساعة من الهجوم.[65]
- في 26 يوليو 1994 بعد ثمانية أيام من تفجير مركز المجتمع تعرضت السفارة الإسرائيلية في لندن لسيارة مفخخة على يد فلسطينيين. حملت المملكة المتحدة وإسرائيل والأرجنتين حزب الله مسؤولية الهجوم.[66]

## حزب الله بعد الانسحاب الإسرائيلي

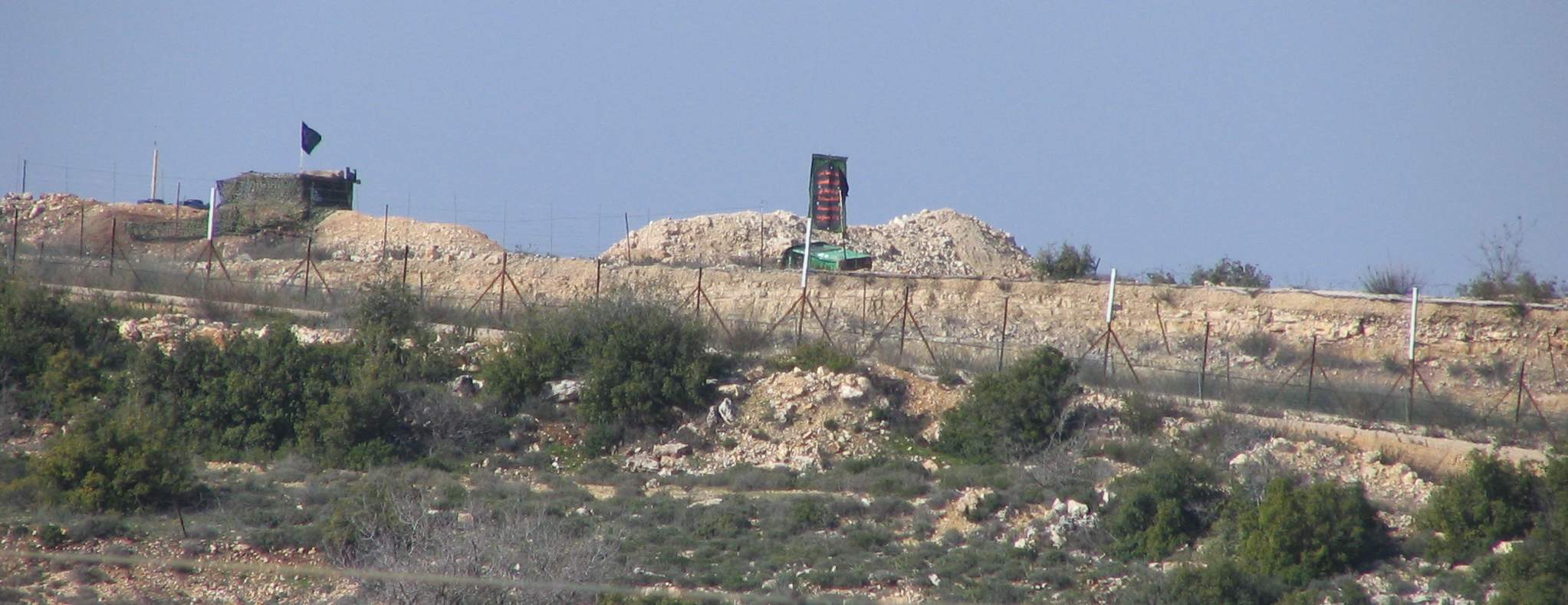
موقع حزب الله بالقرب من الحدود الإسرائيلية. بنيت هذه البؤرة الاستيطانية الصغيرة بعد الانسحاب الإسرائيلي.

في 25 مايو 2000 انسحبت إسرائيل من لبنان إلى الحدود الإسرائيلية المتفق عليها من قبل الأمم المتحدة وتمت الموافقة على انسحابها من الأمم المتحدة بشكل كامل. يدعي لبنان وسوريا ملكيتهما لمزارع شبعا التي تبلغ مساحتها 35 كيلومتر مربع لتكون الأراضي اللبنانية المحتلة على الرغم من قرار الأمم المتحدة وعلى هذا الأساس واصل حزب الله إشراك القوات الإسرائيلية في تلك المنطقة. تعترف الأمم المتحدة بمزارع شبعا كجزء من مرتفعات الجولان وبالتالي تعتبر مزارع شبعا سورية (وليست لبنانية على الرغم من أن البلدين ينكران ذلك) التي تحتلها إسرائيل منذ حرب 1967.
إن دور حزب الله في الانسحاب الإسرائيلي من جنوب لبنان اكسب المنظمة احتراما كبيرا في لبنان والعالم العربي والإسلامي وخاصة بين الطائفة الشيعية الكبيرة في البلاد. قال الرئيس اللبناني الماروني إميل لحود: «بالنسبة لنا نحن اللبنانيين فإنه يمكنني أن أقول لغالبية اللبنانيين بأن حزب الله هو حركة المقاومة الوطنية وإذا لم يكونوا موجودين فلم يكن بإمكاننا تحرير أرضنا. بسبب ذلك لدينا تقدير كبير لحركة حزب الله». 74 في المئة من المسيحيين اللبنانيين ينظرون إلى حزب الله كمنظمة مقاومة.
بعد أن غادرت القوات الإسرائيلية جنوب لبنان في عام 2000 قام حزب الله بتوفير الدفاع العسكري للمنطقة. يقترح البعض أن الحكومة اللبنانية قد اعتبرت في بعض الأحيان حزب الله جيشا في جنوب لبنان إلا أن قوات حفظ السلام الأجنبية وقوات الجيش اللبناني كانت متمركزة في الجنوب منذ صيف عام 2006. قال فؤاد السنيورة أن «استمرار وجود الاحتلال الإسرائيلي للأراضي اللبنانية في منطقة مزارع شبعا هو ما يسهم في وجود أسلحة حزب الله ويجب على المجتمع الدولي مساعدتنا في انسحاب الإسرائيليين من مزارع شبعا حتى نتمكن من حل مشكلة حزب الله». يقول حزب الله أن انسحاب إسرائيل من جنوب لبنان يثبت أن الدولة اليهودية لا تتفهم إلا لغة المقاومة التي تدافع عن حقها في الاحتفاظ بأسلحتها كرادع ضد الهجوم الإسرائيلي لتحرير منطقة مزارع شبعا المتنازع عليها التي تحتلها إسرائيل.
منذ انسحاب إسرائيل من لبنان في عام 2000 وحتى اندلاع النزاع في يوليو 2006 استخدم حزب الله فترة الهدوء لإنشاء قوة صواريخ حزب الله التي يدعي أنها أكثر من 10,000 في مواقع مدنية بما في ذلك منازل العائلات والأحياء السكنية المزدحمة والمساجد.
تعتبر الأمم المتحدة مزارع شبعا أرضا سورية وليست لبنانية وأعلنت أن إسرائيل انسحبت من جميع الأراضي اللبنانية. غير أن سوريا ولبنان يعتبران مزارع شبعا جزءا من الأراضي اللبنانية. علاوة على ذلك فإن مختلف قرارات مجلس الأمن التابع للأمم المتحدة تقتضي من إسرائيل الانسحاب من جميع الأراضي المحتلة بما في ذلك جميع الأراضي اللبنانية والسورية.
استمرت الاشتباكات بين حزب الله والقوات الإسرائيلية وإن كان ذلك على مستوى منخفض نسبيا في السنوات التالية لعام 2000.

### التحليق
الطائرات الإسرائيلية مستمرة في التحليق فوق الأراضي اللبنانية مما أثار إدانة من ممثل الأمم المتحدة في لبنان. سلاح حزب الله المضاد للطائرات تضاعف كمدفعية صغيرة سقط في بعض الأحيان داخل البلدات الحدودية الشمالية في إسرائيل مما دعا إلى إدانة الأمين العام للأمم المتحدة للهجوم. في 7 نوفمبر 2004 رد حزب الله على ما وصفه بانتهاكات إسرائيلية متكررة للمجال الجوي اللبناني من خلال تحليق طائرة بدون طيار إيرانية الصنع فوق شمال إسرائيل.

### تبادل الأسرى بين إسرائيل / حزب الله
في 7 أكتوبر 2000 قام حزب الله باختطاف ثلاثة جنود من الجيش الإسرائيلي عدي أفيتان وعمر سويد وبنيامين أفراهام من مزارع شبعا وسعى إلى الإفراج عن 14 سجين لبناني تم احتجاز بعضهم منذ عام 1978.
في 16 أكتوبر 2000 أعلن حزب الله اختطاف إلشانان تاننباوم وهو رجل أعمال إسرائيلي.
في 25 يناير 2004 نجح حزب الله في التفاوض على تبادل الأسرى مع إسرائيل من خلال وسطاء ألمان. كانت عملية تبادل الأسرى جرت في 29 يناير الماضي حيث تم تبادل 30 سجين لبناني وعربي و60 فلسطيني مقاتل ومدني و420 سجين فلسطيني وخرائط لألغام إسرائيلية في جنوب لبنان مقابل الإفراج عن رجل الأعمال الإسرائيلي والعقيد في جيش الاحتياط إلشنان تينينباوم في عام 2001 وبقايا جنود الجيش الإسرائيلي الثلاثة المذكورين أعلاه الذين قتلوا إما أثناء عملية حزب الله أو في أعقابه مباشرة. لم يقدم حزب الله طوال الفترة الممتدة بين الاختطاف (أكتوبر 2000) ونهاية المفاوضات (يناير 2004) معلومات عن وفاة الجنود الثلاثة المختطفين عدي أفيتان وبيني أفراهام وعمر سويد حيث يشتبه في أنهم قد ماتوا بالفعل.

### اغتيال مسؤولين في حزب الله
اغتيل عباس الموسوي الأمين العام لحزب الله في فبراير 1992 وبعد ذلك انتخب حسن نصر الله لهذا المنصب.
في 19 يوليو 2004 اغتيل أحد كبار مسؤولي حزب الله غالب عوالي في انفجار سيارة مفخخة في بيروت. حمل حزب الله إسرائيل مسئولية الاغتيال ثم تراجع عن الاتهام بسبب إعلان منظمة جند الشام السنية مسئوليتها في حين أن إسرائيل نفت تورطها. طبقا لما ذكرته قناة العربية فإن مصدر من الشرطة اللبنانية لم تحدد هويته اعتبر أن المجموعة تعمل كغطاء لإسرائيل.
في يونيو 2006 اعتقل الجيش اللبناني فرقة اغتيال مزعومة قادها محمود أبو رفة العريف في الجيش اللبناني الجنوبي السابق. بحسب تصريحات الجيش فإن الخلية تلقت تدريبا ودعم من قبل الموساد الإسرائيلي و«استخدمت ... للقيام بعمليات اغتيال في لبنان». من بين عمليات القتل التي نسبت إلى الخلية مسؤولي حزب الله علي صالح (2003) وعلي حسن ديب (1999).
أثناء جنازة عوالي أعلن نصر الله أن عوالي كان «ضمن الفريق الذي كرس حياته في السنوات القليلة الماضية لمساعدة إخوته في فلسطين المحتلة» والتي أشار البعض إلى أنه يقصد مساعدة حركة حماس.
في 12 فبراير 2008 قتل مسئول حزب الله الكبير عماد مغنية في دمشق بسوريا. دفن بعد يومين بحضور زعيم حزب الله حسن نصر الله ووفد إيراني رفيع المستوى.

### النزاع على الحدود
- في 12 مارس 2002 في هجوم لإطلاق حزب الله على طريق شيلومي - ميتزوبا في شمال إسرائيل قتل ستة مدنيين إسرائيليين.[81]
- في 10 أغسطس 2003 قتل صبي إسرائيلي يبلغ من العمر 16 عاما بشظية من قذيفة مضادة للطائرات أطلقها حزب الله وأصيب أربعة آخرون.
- في يناير 2005 زرع حزب الله خمس «عبوات ناسفة يدوية الصنع» على الجانب الإسرائيلي من الحدود بالقرب من زاريت. أطلق صاروخ مضاد للدبابات على جرافة مدرعة أرسلت لإزالة الألغام مما أدى إلى مقتل سائق الجرافة المساعد الأول يان روتزانسكي.[82]
- في 7 أبريل 2005 اختطف عناصر من حزب الله اثنين من عرب إسرائيل من قرية غجر بالقرب من الحدود الإسرائيلية اللبنانية. ثم أطلق سراحهما فيما بعد.
- في 21 نوفمبر 2005 شن حزب الله هجوما عنيفا على طول الحدود مع إسرائيل ردا على هجوم إسرائيلي على قرى لبنانية في جنوب لبنان.[83] فشلت العملية عندما نصب مظليون من قوات الجيش الإسرائيلي كمينا وقتلوا 4 من أعضاء حزب الله.[84] هاجم الجيش الإسرائيلي مواقع حزب الله ومراكز الاتصال التابعة له وتدميرها. أدى نطاق الهجوم إلى إجبار لبنان (الذي لا يسيطر جيشه على جنوب لبنان) على طلب وقف لإطلاق النار. بعد الهجوم ندد مجلس الأمن الدولي بحزب الله.[85] توقع المعلقون أن الهجوم هو محاولة لجذب إسرائيل إلى تجدد الصراع في لبنان وتخفيف الضغط الدبلوماسي على الدول التي تدعمها سوريا (التي يجري التحقيق فيها لاغتيال رئيس الوزراء اللبناني رفيق الحريري) وإيران (التي يجري التحقيق معها من قبل الأمم المتحدة لانتهاكات معاهدة عدم انتشار الأسلحة النووية).[86]
- في 27 ديسمبر 2005 حطمت صواريخ بي إم-21 غراد التي أطلقت من أراضي حزب الله المنازل في مدينة كريات شمونة في شمال إسرائيل مما أدى إلى إصابة ثلاثة أشخاص. دعا الأمين العام للأمم المتحدة كوفي أنان الحكومة اللبنانية «لممارسة احتكارها لاستخدام القوة على جميع أراضيها ووضع حد لجميع هذه الهجمات».[87] ندد رئيس الوزراء اللبناني فؤاد السنيورة بالهجوم بأنه«يهدف إلى زعزعة الأمن وتحويل الانتباه عن الجهود المبذولة لحل القضايا الداخلية السائدة في البلاد». نفى حزب الله أي مسؤولية أو معرفة بأن الهجوم سيجري.

### أنشطة حزب الله في انتفاضة الأقصى
في ديسمبر 2001 تم القبض على ثلاثة من عناصر حزب الله في الأردن أثناء محاولتهم جلب صواريخ كاتيوشا من طراز بم-13 إلى الضفة الغربية. قال حسن نصر الله الأمين العام لحزب الله «أن للشعوب المحبة للحرية والواجب ضد الاحتلال حرية إرسال الأسلحة للفلسطينيين من أي مكان ممكن».
في يونيو 2002 بعد فترة وجيزة من قيام الحكومة الإسرائيلية بعملية الدرع الواقي التي توجت بغزو مخيم جنين للاجئين ألقى نصر الله كلمة دافع فيها عن العمليات الانتحارية التي نفذها أفراد الجماعات الفلسطينية وأثنى عليها من أجل «خلق الردع ومعادلة الخوف».
خلال أعوام 2002 و2003 و2004 أحبطت قوات الأمن الإسرائيلية العديد من الهجمات الانتحارية التي يدعي أن إسرائيل خططت لها وتمولها من قبل حزب الله وكان من المقرر أن ينفذها ناشطون من تنظيم حركة فتح. اتهم مسؤولون إسرائيليون حزب الله بمساعدة العنف السياسي الفلسطيني والمشاركة في تهريب الأسلحة.
بعد اغتيال إسرائيل للزعيم الروحي لحماس الشيخ أحمد ياسين في مارس 2004 هاجم حزب الله الجيش الإسرائيلي على طول الخط الأزرق.
زعم أن أحد خبراء حزب الله نصح بشأن بناء القنبلة المستخدمة في تفجير فندق بارك في مارس 2002.
في 23 يونيو 2004 أحبطت قوات الأمن الإسرائيلية هجوم آخر يزعم أنه تم تمويله من حزب الله.
في فبراير 2005 اتهمت السلطة الوطنية الفلسطينية حزب الله بمحاولة الخروج عن الهدنة الموقعة مع إسرائيل. وصف مسؤولون فلسطينيون ومسلحون سابقون كيف وعد حزب الله بزيادة تمويل أي مجموعة مقاومة للاحتلال قادرة على شن هجوم على أهداف عسكرية إسرائيلية.

### قرار الأمم المتحدة 1559
كان قرار مجلس الأمن الدولي رقم 1559 قرارا قدمته فرنسا والولايات المتحدة واعتمد في 2 سبتمبر عام 2004 ودعا سوريا إلى إنهاء وجودها العسكري في لبنان عن طريق سحب قواتها ووقف التدخل في السياسة الداخلية. كما دعا القرار إلى «حل جميع الميليشيات اللبنانية وغير اللبنانية ونزع سلاحها». الجيش اللبناني لم ينزع سلاح حزب الله أو حله قبل الصراع بين إسرائيل ولبنان عام 2006.

## النشاط السياسي

### التنافس المبكر مع أمل
وصلت حركة أمل إلى ذروة نفوذها في الشؤون اللبنانية في عام 1985 ولكن حزب الله تحدى من خلال الادعاءات بأن أمل تعاونت مع إسرائيل والولايات المتحدة وكانت غير فعالة وفاسدة. وصل هذا التنافس إلى ذروته في الجزء الأخير من عام 1990 الذي تطلب وقف إطلاق النار الذي بدأ سريانه في ديسمبر 1990.
كان حسن نصر الله الزعيم المنتخب لحزب الله في عام 1992 بعد اغتيال عباس الموسوي مسؤولا عن منطقة البقاع نيابة عن حركة أمل في أوائل الثمانينيات الذي غادر التنظيم في عام 1982 وكان ينتمي إلى حزب الله وأخذ معه العديد من أتباعه.

### الانتخابات اللبنانية: 1992
في 1992 تحت ضغط من سوريا وافق حزب الله على المشاركة في انتخابات عام 1992. كان حزب الله قد رفض في السابق ترخيص نفسه كحزب سياسي بحجة أن النظام كان فاسدا.
أيد علي خامنئي المرشد الأعلى لإيران حزب الله في الانتخابات. عارض الأمين العام لحزب الله السابق صبحي الطفيلي هذا القرار الذي أدى إلى الانشقاق في حزب الله. ثم نشر حزب الله برنامجه السياسي الذي يتضمن تحرير الأراضي اللبنانية من الاحتلال الصهيوني وإلغاء الطائفية السياسية وضمان الحرية السياسية والإعلامية وتعديل القانون الانتخابي لجعله أكثر تمثيلا للسكان. أدى هذا البرنامج إلى انتصار جميع المقاعد الإثني عشر التي كانت مدرجة في قائمته الانتخابية. في نهاية ذلك العام بدأ حزب الله الحوار مع المسيحيين اللبنانيين. يعتبر حزب الله الحريات الثقافية والسياسية والدينية في لبنان مقدسة. يوسع هذا الحوار إلى مجموعات أخرى باستثناء أولئك الذين لهم علاقة مع إسرائيل.
قاطعت هذه الانتخابات الجماعات المسيحية التي سمحت لحزب الله والجماعات الإسلامية الأخرى بالسيطرة على البرلمان. حصل حزب الله على ثمانية مقاعد وانتخب نبيه بري زعيم أمل رئيسا لمجلس النواب.

### الانتخابات اللبنانية: 1996
برزت منصة حزب الله الانتخابية لانتخابات عام 1996 بشكل بارز «مقاومة الاحتلال» كهدف أساسي.
حصل حزب الله على تسعة مقاعد في عام 1996. بعد انتخابات عام 1996 واصل رفيق الحريري منصب رئيس الوزراء واستمر زعيم أمل السابق نبيه بري كرئيس لمجلس النواب.

### الانتخابات اللبنانية: 2000
شهدت انتخابات عام 2000 حزب الله تشكيل تحالف انتخابي مع أمل الذي حصل على 23 مقعدا في جنوب لبنان (من مجموع 128 مقعدا). كانت هذه أول انتخابات تشمل جنوب لبنان منذ عام 1972 بسبب الحرب الأهلية التي دارت بين عامي 1975 و1990 والاحتلال الإسرائيلي الذي أعقب ذلك.

### حزب الله و «ثورة الأرز»
بعد اغتيال رفيق الحريري في فبراير 2005 دعم حزب الله بقوة سوريا من خلال المظاهرات. في 8 مارس ردا على مظاهرات ثورة الأرز التي أسفرت عن انسحاب سوريا نظم حزب الله مظاهرة مضادة مؤكدا رفض حزب الله للقرار 1559 ودعمه للتحالف اللبناني السوري.

### الانتخابات اللبنانية: 2005
بعد انتخابات عام 2005 حصل حزب الله على 14 مقعدا (مقابل ثمانية مقاعد في عام 2000) في مجلس النواب اللبناني المؤلف من 128 عضوا. فازت كتلة المقاومة والتنمية المتمركزة في جنوب لبنان بما مجموعه 23 مقعدا في الجولة الثانية من التصويت فقط (التي كان حزب الله جزءا منها). حصل حزب الله على مقعد واحد في الجولتين الأولى والثالثة من التصويت وانتهى حزب الله إلى ما مجموعه 14 مقعدا خاضعا للرقابة كجزء من تحالف 8 آذار في نهاية المطاف. كما شارك لأول مرة في الحكومة اللبنانية في يوليو 2005. لحزب الله وزيران في الحكومة والثالث يؤيده حزب الله. هي نشطة في المقام الأول في سهل البقاع والضواحي الجنوبية لبيروت وجنوب لبنان.

### أزمة 2006-2008

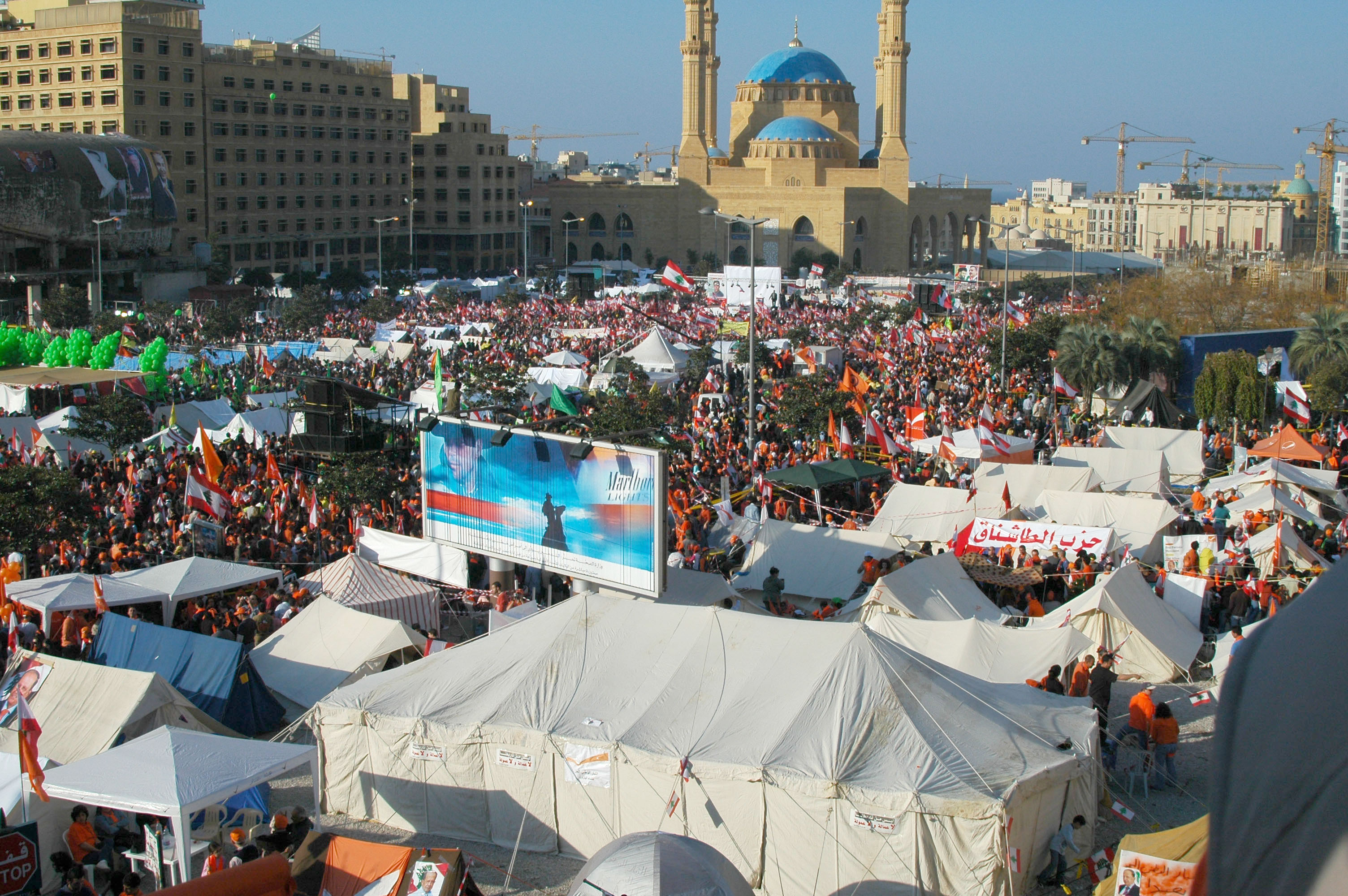
المظاهرة الموالية لحزب الله في بيروت في 10 ديسمبر 2006.

على الرغم من وجوده داخل الحكومة فإن حزب الله كثيرا ما كان على خلاف مع بعض أعضاء حكومة فؤاد السنيورة وفي أوائل عام 2006 شكل تحالفا مع ميشال عون وحركته الوطنية المناهضة للسوريا.

### حرب لبنان 2006
حرب لبنان عام 2006 التي تسمى أيضا الحرب بين إسرائيل وحزب الله عام 2006 والمعروفة في لبنان بحرب تموز وفي إسرائيل باسم حرب لبنان الثانية هو صراع عسكري استمر 34 يوما في لبنان وشمال إسرائيل ومرتفعات الجولان. كانت الأطراف الرئيسية هي قوات حزب الله شبه العسكرية والجيش الإسرائيلي. بدأ النزاع في 12 يوليو 2006 واستمر حتى بدأ سريان وقف إطلاق النار بوساطة الأمم المتحدة في صباح 14 أغسطس 2006 وإن كان قد انتهى رسميا في 8 سبتمبر 2006 عندما رفعت إسرائيل حصارها البحري على لبنان. بسبب الدعم العسكري الإيراني غير المسبوق لحزب الله قبل الحرب وأثناءها يعتبر البعض أنها الجولة الأولى من الصراع بين إيران وإسرائيل وليس استمرارا للصراع العربي الإسرائيلي. في 11 أغسطس 2006 وافق مجلس الأمن التابع للأمم المتحدة بالإجماع على قرار الأمم المتحدة 1701 في محاولة لإنهاء الأعمال القتالية. دعا القرار الذي وافقت عليه الحكومتان اللبنانية والإسرائيلية في الأيام التالية إلى نزع سلاح حزب الله لانسحاب إسرائيل من لبنان ونشر جنود لبنانيين وقوة الأمم المتحدة المؤقتة في لبنان في الجنوب.

## اضطرابات 2008
شهدت أزمة مايو 2008 أسوأ قتال طائفي منذ الحرب الأهلية في لبنان حيث قتل أكثر من 80 شخصا وسيطر حزب الله على مناطق من بيروت الغربية في محاولة لدفع حكومة السنيورة إلى الاستجابة لمطالبها.

## 2010-2009
في عام 2009 أفيد بأن محكمة الأمم المتحدة الخاصة التي تحقق في اغتيال رئيس الوزراء اللبناني السابق رفيق الحريري وجدت أدلة تربط حزب الله بالاغتيال.
في أكتوبر 2010 قام حزب الله بحملة تحاكي الاستيلاء على لبنان وهي عملية هددها في حالة قيام المحكمة الدولية لاغتيال الحريري باتهام حزب الله.

## الحرب الأهلية السورية
في الحرب الأهلية السورية دعم حزب الله حكومة حزب البعث بقيادة بشار الأسد. على الرغم من أن حزب الله نفى ذلك لبعض الوقت فقد تضمن ذلك الدعم العسكري المباشر.

## الملاحظات
1. ↑  "The World Factbook". www.cia.gov. مؤرشف من الأصل في 2019-05-11. اطلع عليه بتاريخ 2016-04-19.
2. ↑  Norton، Augustus (2009). Hezbollah: A Short History. Princeton University Press. ص. 6. ISBN:0691131244. مؤرشف من الأصل في 2017-10-11.
3. ↑  Hezbollah and the Political Ecology of Postwar Lebanon نسخة محفوظة 18 مارس 2012 على موقع واي باك مشين.
4. ↑  Norton، Augustus (2009). Hezbollah: A Short History. Princeton University Press. ص. 13. ISBN:0691131244. مؤرشف من الأصل في 2017-10-11.
5. ↑  The Imam Musa Sadr نسخة محفوظة 07 أغسطس 2017 على موقع واي باك مشين.
6. ↑  Hizballah Rising: The Political Battle for the Loyalty of the Shi'a of Lebanon نسخة محفوظة 02 أبريل 2012 على موقع واي باك مشين.
7. ↑  Dossier: Hassan Nasrallah (February-March 2004)نسخة محفوظة 25 ديسمبر 2008 على موقع واي باك مشين.
8. ↑  The Oracle of Hizbullah:Sayyid Muhammad Husayn Fadlallah نسخة محفوظة 19 ديسمبر 2017 على موقع واي باك مشين.
9. ↑  SEMP: Evidence-based disaster management: preparedness, response, recovery, and mitigation نسخة محفوظة 01 يناير 2007 على موقع واي باك مشين.
10. ↑  Hamzeh, Ahmad Nizar (2004), In the Path of Hizbullah, p:12
11. ↑  Hamzeh, Ahmad Nizar (2004), In the Path of Hizbullah, p:13
12. ↑  Hamzeh, Ahmad Nizar (2004), In the Path of Hizbullah, p:14
13. ↑  Hamzeh, Ahmad Nizar (2004), In the Path of Hizbullah, p:15
14. ↑  Hamzeh, Ahmad Nizar (2004), In the Path of Hizbullah, p:16
15. ↑  Hamzeh, Ahmad Nizar (2004), In the Path of Hizbullah, p:18
16. ↑  Hamzeh, Ahmad Nizar (2004), In the Path of Hizbullah, p:19
17. ↑  Hamzeh, Ahmad Nizar (2004), In the Path of Hizbullah, p:25
18. ↑  GlobalSecurity.org, 2005 نسخة محفوظة 11 يونيو 2017 على موقع واي باك مشين.
19. ↑  Council on Foreign Relations, 2008 نسخة محفوظة 19 مايو 2010 على موقع واي باك مشين. [وصلة مكسورة]
20. ↑  The Washington Post, 2006 نسخة محفوظة 11 أكتوبر 2017 على موقع واي باك مشين.
21. ↑  BBC, 2002 نسخة محفوظة 08 نوفمبر 2017 على موقع واي باك مشين.
22. ↑  Diaz & Newman, 2005, p. 55
23. ↑  Helena Cobban, Boston Review Hizbullah’s New Face Accessed August 14, 2006 نسخة محفوظة 12 يوليو 2009 على موقع واي باك مشين.
24. ↑  U.S Department of State (1 أكتوبر 1999). "Background Information on Foreign Terrorist Organizations". مؤرشف من الأصل في 2007-02-08. اطلع عليه بتاريخ 2006-07-25.
25. ↑  Israel Ministry of Foreign Affairs (11 أبريل 1996). "Hizbullah". مؤرشف من الأصل في 2018-10-05. اطلع عليه بتاريخ 2006-07-25.
26. ↑  "SOR/2003-53: Criminal Code; Regulations Amending the Regulations Establishing a List of Entities" (PDF). Canada Gazette Part II. ج. 137 ع. 1 extra: 1. February 12, 2003. مؤرشف من الأصل (PDF) في 23 مايو 2013. اطلع عليه بتاريخ أكتوبر 2020. {{استشهاد بدورية محكمة}}: تحقق من التاريخ في: |تاريخ الوصول= (مساعدة)
27. ↑  Jeffrey Goldberg (14 أكتوبر 2002). "IN THE PARTY OF GOD Are terrorists in Lebanon preparing for a larger war?". النيويوركر. مؤرشف من الأصل في 2017-03-13. اطلع عليه بتاريخ 2006-08-21.
28. ↑  Nizar Abdel-Kader. "Iraq and the Future of Gulf Security Cooperation: A Lebanese perspective". Lebanese Army Magazine. مؤرشف من الأصل في 2006-04-04. اطلع عليه بتاريخ 2006-07-25.
29. ↑  Third World Quarterly, Vol 14, No 2, 1993, reprinted at Al Mashriq Lebanon's Hizbullah: from Islamic revolution to parliamentary accommodation Accessed 2006-07-26 نسخة محفوظة 11 يوليو 2017 على موقع واي باك مشين.
30. ↑  Rex A. Hudson, Federal Research Division, Library of Congress THE SOCIOLOGY AND PSYCHOLOGY OF TERRORISM: WHO BECOMES A TERRORIST AND WHY? Accessed August 17, 2006 نسخة محفوظة 12 ديسمبر 2017 على موقع واي باك مشين.
31. ↑  Nasr, Vali, The Shia Revival, Norton, (2006), p.115
32. ↑  Dahr Jamail (20 يونيو 2006). "Hezbollah's transformation". Asia Times Online. مؤرشف من الأصل في 2019-01-25. اطلع عليه بتاريخ 2006-07-25.
33. ↑  
Westcott، Kathryn (4 أبريل 2002). "Who are Hezbollah?". BBC News. مؤرشف من الأصل في 2018-12-30. اطلع عليه بتاريخ 2006-08-11.
34. ↑  US Department of State Background Information on Foreign Terrorist Organizations نسخة محفوظة 2007-02-08 على موقع واي باك مشين. Accessed August 15, 2006
35. ↑  Adam Shatz, New York Review of Books, April 29, 2004 In Search of Hezbollah Accessed August 15, 2006 نسخة محفوظة 20 يناير 2010 على موقع واي باك مشين.
36. ↑  Israeli Ministry of Foreign Affairs, April 11, 1996 HIZBULLAH Accessed August 18, 2006 نسخة محفوظة 27 نوفمبر 2017 على موقع واي باك مشين.
37. ↑  Helena Cobban: Hizbullah's New Face نسخة محفوظة 12 يوليو 2009 على موقع واي باك مشين.
38. 1 2  Adam Shatz, The New York Review of Books, April 29, 2004 In Search of Hezbollah Accessed August 14, 2006 نسخة محفوظة 20 يناير 2010 على موقع واي باك مشين.
39. ↑  
Pape، Robert (2005). Dying to win: the strategic logic of suicide terrorism. New York: Random House. ISBN:1-4000-6317-5. مؤرشف من الأصل في 2022-03-24.
	Specifically: "Suicide Terrorist Campaigns, 1980-2003", Appendix 1. (Page 253 of Australian paperback edition, published by Scribe Publications)
40. ↑  PAW September 27 2006: A moment with...." جامعة برنستون. 27 September 2006. 18 November 2006 نسخة محفوظة 30 يونيو 2017 على موقع واي باك مشين.
41. ↑  Files, John. "At Beacon of Learning, Looking to Pass a New Test in Beirut." نيويورك تايمز. 2 August 2006. 18 November 2006. نسخة محفوظة 14 نوفمبر 2012 على موقع واي باك مشين.
42. ↑  Pipes, Daniel. "'Death to America' in Lebanon." Daniel Pipes. March/April 1985. 18 November 2006. نسخة محفوظة 22 يناير 2009 على موقع واي باك مشين.
43. 1 2  "Timeline of Hezbollah Violence." CAMERA: Committee for Accuracy in Middle East Reporting in America. 17 July 2006. 18 November 2006. Later reprinted in On Campus magazine's Fall 2006 issue and attributed the article to author Gilead Ini. "نسخة مؤرشفة". مؤرشف من الأصل في 2017-10-10. اطلع عليه بتاريخ 2018-02-12.{{استشهاد ويب}}:  صيانة الاستشهاد: BOT: original URL status unknown (link)
44. 1 2  "Hizbullah, the 'Party of God.'" Israel News: Ynetnews. 31 July 2006. 18 November 2006. نسخة محفوظة 22 ديسمبر 2017 على موقع واي باك مشين.
45. ↑  "frontline: target america: terrorist attacks on americans, 1979-1988." PBS. 2001. 18 November 2006 نسخة محفوظة 16 ديسمبر 2017 على موقع واي باك مشين.
46. ↑  Jacoby, Jeff. "Hezbollah is our enemy, too." Boston.com. 30 July 2006. 18 November 2006. نسخة محفوظة 04 مارس 2016 على موقع واي باك مشين.
47. ↑  
H. CON. RES. 190, 1st session, 101st congress (4 أغسطس 1989). "Expressing the sense of the Congress over the reported murder of Lieutenant Colonel William Higgins and Hezbollah-sponsored terrorism". The library of Congress. مؤرشف من الأصل في 2016-07-04. اطلع عليه بتاريخ 2006-08-08.{{استشهاد ويب}}:  صيانة الاستشهاد: أسماء عددية: قائمة المؤلفين (link) صيانة الاستشهاد: أسماء متعددة: قائمة المؤلفين (link)
48. ↑  Telegraph, 2004/2/21 نسخة محفوظة 24 أبريل 2008 على موقع واي باك مشين.
49. ↑  Sites, Kevin (Scripps Howard News Services). "Hezbollah denies terrorist ties, increases role in government" 2006-01-15 نسخة محفوظة 04 يونيو 2008 على موقع واي باك مشين.
50. ↑  CIA Document F-2000-00871 (partially redacted) page 3 National Intelligence Daily, February 13 1998 Accessed August 12, 2006 نسخة محفوظة 15 أكتوبر 2012 على موقع واي باك مشين. [وصلة مكسورة]
51. ↑  Mats Wärn, reprinted on al-Mashriq Staying the Course: the "Lebanonization" of Hizbullah Accessed August 12, 2006 نسخة محفوظة 03 مارس 2016 على موقع واي باك مشين.
52. ↑  www.mideastweb.org/taif.htm نسخة محفوظة 15 أكتوبر 2017 على موقع واي باك مشين.
53. ↑  "Timeline: Lebanon". BBC News. 28 أبريل 2010. مؤرشف من الأصل في 2006-07-20. اطلع عليه بتاريخ 2010-05-04.
54. ↑  "Hezbollah disarmament unclear". CNN. 7 مايو 2005. مؤرشف من الأصل في 2018-05-30. اطلع عليه بتاريخ 2010-05-04.
55. ↑  "History of Israel's role in Lebanon". BBC News. 1 أبريل 1998. مؤرشف من الأصل في 2018-11-22. اطلع عليه بتاريخ 2007-10-24.
56. ↑  Augustus Richard Norton Hizballah: From Radicalism to Pragmatism? Accessed August 11, 2006 نسخة محفوظة 07 فبراير 2017 على موقع واي باك مشين.
57. ↑  Country Information & Policy Unit, Immigration & Nationality Directorate, Home Office (1 أكتوبر 2001). "Country Assessment - Lebanon" (PDF). Asylumlaw.org. مؤرشف (PDF) من الأصل في 2018-01-22. اطلع عليه بتاريخ 2006-07-25. {{استشهاد ويب}}: |مؤلف= باسم عام (مساعدة)صيانة الاستشهاد: أسماء متعددة: قائمة المؤلفين (link)
58. ↑  "Timeline: Lebanon". BBC News. 13 يوليو 2006. مؤرشف من الأصل في 2011-10-24. اطلع عليه بتاريخ 2006-07-25.
59. ↑  See:
  - "2000: Hezbollah celebrates Israeli retreat". BBC News. 26 مايو 2000. مؤرشف من الأصل في 2018-10-18. اطلع عليه بتاريخ 2006-07-25.
  - "Hezbollah flag raised as Israeli troops withdraw from southern Lebanon". CNN. 24 مايو 2000. مؤرشف من الأصل في 2006-08-13. اطلع عليه بتاريخ 2006-07-25.
60. ↑  تيد كوبل on الإذاعة الوطنية العامة report: Lebanon's Hezbollah Ties. All Things Considered, July 13, 2006. نسخة محفوظة 12 أكتوبر 2017 على موقع واي باك مشين.
61. ↑  Rex A. Hudson, The Sociology and Psychology of Terrorism, 1999. نسخة محفوظة 12 ديسمبر 2017 على موقع واي باك مشين.
62. ↑  United States Department of State, April 2005. نسخة محفوظة 2006-07-25 على موقع واي باك مشين.
63. ↑  Hezbollah again denies involvement in deadly Buenos Aires bombing BEIRUT, March 19 (AFP) نسخة محفوظة 10 أكتوبر 2017 على موقع واي باك مشين.
64. ↑  Hezbollah website, citing BBC 2005-11-11 Hizbullah denies Argentina bomb Accessed July 26, 2006 نسخة محفوظة 14 مارس 2016 على موقع واي باك مشين.
65. ↑  CIA Report F-2001-00844 (Partially Redacted) LEBANON'S HIZBALLAH: TESTING POLITICAL WATERS, KEEPING MILITANT (page 4) Accessed August 12, 2006 نسخة محفوظة 15 أكتوبر 2012 على موقع واي باك مشين. [وصلة مكسورة]
66. ↑  "On this day". BBC News. 26 يوليو 1994. مؤرشف من الأصل في 2017-05-03. اطلع عليه بتاريخ 2006-07-26.
67. ↑  See:
  - UN Press Release 18 June 2000: SECURITY COUNCIL ENDORSES SECRETARY-GENERAL'S CONCLUSION ON ISRAELI WITHDRAWAL FROM LEBANON AS OF 16 June
  - بي بي سي: http://news.bbc.co.uk/2/hi/middle_east/763504.stm نسخة محفوظة 06 سبتمبر 2014 على موقع واي باك مشين.
68. ↑  BBC News - In Focus: Shebaa farms May 25, 2000 نسخة محفوظة 11 أكتوبر 2017 على موقع واي باك مشين.
69. ↑  CBS 60 Minutes (2003-04-18). "Hezbollah: "A-Team Of Terrorists"". CBS News. مؤرشف من الأصل في 06 أكتوبر 2013. اطلع عليه بتاريخ أكتوبر 2020. {{استشهاد بخبر}}: تحقق من التاريخ في: |تاريخ الوصول= (مساعدة)صيانة الاستشهاد: أسماء عددية: قائمة المؤلفين (link)
70. ↑  Center for Strategic Studies (1 فبراير 2005). "Revisiting the Arab Street: Research from Within" (PDF). الجامعة الأردنية. مؤرشف من الأصل (PDF) في 2008-03-06.
71. ↑  Associated Press, July 20 2006[وصلة مكسورة] "نسخة مؤرشفة". مؤرشف من الأصل في 2020-04-07. اطلع عليه بتاريخ 2020-04-14.{{استشهاد ويب}}:  صيانة الاستشهاد: BOT: original URL status unknown (link)
72. ↑  Turkish Daily News - Hizbollah attacks widens cracks in Lebanon July 16, 2006 نسخة محفوظة 17 نوفمبر 2007 على موقع واي باك مشين.
73. ↑  BBC News (15 أبريل 2001). "Hezbollah condemned for attacking Israel". مؤرشف من الأصل في 2007-09-13. اطلع عليه بتاريخ 2010-01-05.
74. ↑  Secretary-General Office of the UN August 10, 2003 [وصلة مكسورة] نسخة محفوظة 31 ديسمبر 2009 على موقع واي باك مشين.
75. ↑  BBC News - Hezbollah drone flies over Israel November 7, 2004 نسخة محفوظة 05 أكتوبر 2006 على موقع واي باك مشين.
76. ↑  "Israelis Held by the Hizbullah". Israel MFA. يناير 2004. مؤرشف من الأصل في 2018-11-27. اطلع عليه بتاريخ 2006-08-07.
77. ↑  BBC News, January 29, 2004 Mid-East prisoners welcomed home Accessed August 14, 2006 نسخة محفوظة 29 مايو 2017 على موقع واي باك مشين.
78. 1 2  CIA Report (Partially Redacted) LEBANON'S HIZBALLAH: TESTING POLITICAL WATERS, KEEPING MILITANT (page 2) Accessed August 12, 2006 نسخة محفوظة 15 أكتوبر 2012 على موقع واي باك مشين. [وصلة مكسورة]
79. ↑  Breakingnews.ie - Israel denies responsibility for Beirut assassination July 19, 2004] نسخة محفوظة 12 يناير 2008 على موقع واي باك مشين.
80. ↑  "Lebanon: Israeli spying cell busted". وكالة أنباء شينخوا. 13 يونيو 2006. مؤرشف من الأصل في 2016-05-27. اطلع عليه بتاريخ 2006-07-20.
81. ↑  "Hizballah Terrorist Incidents Since May 2000". Jewish Virtual Library. 4 أغسطس 2006. مؤرشف من الأصل في 2016-08-31. اطلع عليه بتاريخ 2006-08-07.
82. ↑  U.N.’s Human Shields Michael I. Krauss & J. Peter Pham, National Review Online July 25, 2006 نسخة محفوظة 17 سبتمبر 2008 على موقع واي باك مشين.
83. ↑  "11 Israelis injured, at least 4 Hezbollah gunmen killed in failed kidnap attempt". Haaretz.com. 22 نوفمبر 2005. {{استشهاد ويب}}: الوسيط |تاريخ الوصول بحاجة لـ |مسار= (مساعدة) والوسيط |مسار= غير موجود أو فارع (مساعدة)
84. ↑  Eli Ashkenazi (3 نوفمبر 2005). "I'm not the hero of the day". Haaretz.com. مؤرشف من الأصل في 2008-01-12. اطلع عليه بتاريخ 2006-07-25.
85. ↑  "Security Council calls for respect of entire Lebanon-Israel Blue Line". U.N News Centre. 23 نوفمبر 2005. مؤرشف من الأصل في 2016-08-21. اطلع عليه بتاريخ 2006-07-25.
86. ↑  "Al-Ghajar Village Flashpoint". Defense Update. 5 ديسمبر 2005. مؤرشف من الأصل في 2017-03-13. اطلع عليه بتاريخ 2006-07-25.
87. ↑  "Annan deplores rocket attack from Lebanon into Israel". U.N News Centre. 28 ديسمبر 2005. مؤرشف من الأصل في 2016-04-01. اطلع عليه بتاريخ 2006-07-25.
88. ↑  USA Today, August 20, 2005 Jordan finds rocket launcher used in Aqaba Accessed August 4, 2006 نسخة محفوظة 29 يونيو 2011 على موقع واي باك مشين.
89. ↑  Hindu Vivek Kendra citing The New York Times, March 24, 2002 A Secret Iran-Arafat Connection Is Seen Fueling the Mideast Fire Accessed August 4, 2006 [وصلة مكسورة] نسخة محفوظة 22 مارس 2012 على موقع واي باك مشين.
90. ↑  Nicholas Blanford. "Sticking to the rules in South Lebanon". The Daily Star(Lebanon). مؤرشف من الأصل في 2007-09-29. اطلع عليه بتاريخ 2006-07-25.
91. ↑  See:
  - Nicholas Blanford - Hizballah and Syria's Lebanese Card September 14, 2004
  - Nicholas Blanford - Sticking to the rules in South Lebanon July 23, 2004 نسخة محفوظة 19 مايو 2009 على موقع واي باك مشين.
92. ↑  Karine Raad - Nasrallah to Hamas: We are under your command March 29, 2004 نسخة محفوظة 29 سبتمبر 2007 على موقع واي باك مشين.
93. ↑  Washington Post, August 18, 2002 Suicide Bombers Change Mideast's Military Balance Accessed August 4, 2006 نسخة محفوظة 07 يوليو 2018 على موقع واي باك مشين.
94. ↑  maarivintl.com نسخة محفوظة 07 أغسطس 2011 على موقع واي باك مشين.
95. ↑  Israel Ministry of Foreign Affairs, April 11, 1996 HIZBULLAH Accessed August 18, 2006 نسخة محفوظة 27 نوفمبر 2017 على موقع واي باك مشين.
96. ↑  "CIA Document F-2001-00844 - LEBANON'S HIZBALLAH: TESTING POLITICAL WATERS, KEEPING MILITANT (page 1)". مؤرشف من الأصل في 2004-10-19. اطلع عليه بتاريخ 2006-08-12.
97. ↑  Alagha 2006, pp.41-44
98. ↑  AME Info Lebanon » History and Government Accessed August 4, 2006 نسخة محفوظة 05 ديسمبر 2008 على موقع واي باك مشين.
99. ↑  Hezbollah via Al-Manar TV and al-Mashriq The Electoral Program of Hizbullah, 1996 Accessed August 6, 2006 نسخة محفوظة 12 مارس 2016 على موقع واي باك مشين.
100. ↑  Washington Post, September 6, 2000 Hezbollah Defines Its Political Role Accessed August 4, 2006 نسخة محفوظة 20 أكتوبر 2017 على موقع واي باك مشين.
101. ↑  "'Coming out party' for Hezbollah in Lebanon". NBC News. 8 مارس 2005. مؤرشف من الأصل في 2013-01-15. اطلع عليه بتاريخ 2006-07-25.
102. ↑  YaLibnan, "Lineup of Lebanon's new Cabinet"; Wednesday, 20 July 2005 نسخة محفوظة 04 فبراير 2012 على موقع واي باك مشين.
103. ↑  LebaneseBloggers, "The Lineup: Check the Name"; 15 July 2005 نسخة محفوظة 01 ديسمبر 2017 على موقع واي باك مشين.
104. ↑  fact|date=September 2014
105. ↑  New Evidence Points to Hezbollah in Hariri Murder, By Erich Follath نسخة محفوظة 27 مايو 2012 على موقع واي باك مشين.
106. ↑    - Hezbollah Threatens an 'Explosion' in Beirut Over Tribunal نسخة محفوظة 2010-11-06 على موقع واي باك مشين., Stratfor Global Intelligence.
  - Lebanese Daily: Hizbullah Drills Takeover of Lebanon, November 3, 2010, The Middle East Research Institute. نسخة محفوظة 7 أكتوبر 2012 على موقع واي باك مشين.
107. ↑  The Guardian, 24 May 2013 نسخة محفوظة 05 ديسمبر 2017 على موقع واي باك مشين.

## الأدب
- بريجمان، أهرون (2002). حروب إسرائيل: التاريخ من عام 1947. لندن: روتليدج. (ردمك 0-415-28716-2)
- جوديث بالمر هاريك (2006) حزب الله: الوجه المتغير للإرهاب آ. ب. توريس. (ردمك 1-84511-024-2).
- أحمد نزار حمزة (2004) في مسار حزب الله. مطبعة جامعة سيراكيوز. (ردمك 0-8156-3053-0)
- هالة جابر (1997) حزب الله. مطبعة جامعة كولومبيا. (ردمك 0-231-10834-6)
- أمل سعد غريب (2001) حزب الله: السياسة والدين. لندن: مطبعة بلوتو. (ردمك 0-7453-1792-8)
- جوديث بالمر هاريك (2004) حزب الله: الوجه المتغير للإرهاب. آي. ب. توريس. (ردمك 1-86064-893-2)
- أوغسطس ريتشارد نورتون (1987). أمل والشيعة: النضال من أجل روح لبنان (أوستن ولندن: مطبعة جامعة تكساس، 1987)
- أوغسطس ريتشارد نورتون (2000). حزب الله اللبناني: أفكار متطرفة ضد السياسة الدينية. مجلس العلاقات الخارجية.
- أوغسطس ريتشارد نورتون (2007). حزب الله: تاريخ قصير. مطبعة جامعة برينستون. (ردمك 978-0-691-13124-5).
- نعيم قاسم (2005) حزب الله: قصة من الداخل. كتب الساقي. (ردمك 0-86356-517-4)
- ماغنوس رانستورب (1996) حزب الله في لبنان: سياسة أزمة الرهائن الغربية. مطبعة سانت مارتن. (ردمك 0-312-16491-2)
- جمال سنكري (2005) فضل الله: صنع زعيم شيعي راديكالي. كتب الساقي. (ردمك 0-86356-596-4)
- توم دياز، باربارا نيومان (2005) البرق من لبنان: حزب الله الإرهابيين على التربة الأمريكية. مطبعة بريسيديو. (ردمك 0-345-47568-2)
- آفي يوريتش (2004) منارة الكراهية: داخل حزب الله تلفزيون المنار. معهد واشنطن لسياسة الشرق الأدنى. (ردمك 0-944029-88-4)

## روابط خارجية
- حزب الله - القصة الحقيقية[وصلة مكسورة]
- الاتفاقية الدولية لقمع الهجمات الإرهابية بالقنابل